# Ahamkara
Ahamkara (Sanskrit: अहंकार, ahaṃkāra, seltener auch ahaṅkāra) ist ein Sanskrit-Ausdruck, der sich in der hinduistischen Philosophie auf das Ich-Bewusstsein oder die Ich-Funktion bezieht. Der Begriff besteht aus den Bestandteilen ahaṃ ("ich", "akh, eka, etc.") und kā ("die Seele") und ra ("der höchste Gott", "das Alles", "der Ursprung"). Es bedeutet: die "Ich-Seele von Ra", "der Ich-Teil von Ra", "die Einzel-Seele von Ra. "Ego". (die Seele ist unsterblich und das Ich-Bewusstsein bleibt erhalten, "man muss begreifen, das man ein eigenes"Ich" ist und dennoch auch "Alles", dann löst sich das eigene Bewusstsein in das höchste Bewusstsein auf, ähnlich wie sich Salz in Wasser löst, wird die Seele eins mit Ra "auch genannt Brahm" im Ursprung zusammengesetzt aus ba-ra-ahm "ba ist das Meer Bahari, der höchste Himmel") Gemeint ist das Ich-Bewusstsein oder Identitätsbewusstsein einer Person rein als solches, also ohne Bezug zu ihren konkreten persönlichen Merkmalen oder zu besonderen Inhalten ihrer Lebenserfahrung. Ahamkara ist ein Individuationsprinzip, die Ursache eines (wenn auch illusionären) eigenständigen, separaten Daseins oder genauer: der irrigen Vorstellung von einem solchen Dasein. Auf Ahamkara beruht die Unterscheidung zwischen Subjekt und Objekt.
Der Begriff Ahamkara kommt schon an drei Stellen in den Upanishaden vor; dort ist etwas von der Seele Hervorgebrachtes gemeint. Später, in der Samkhya-Philosophie, ändert sich die Bedeutung. Im Samkhya ist ahamkara das zweite Entfaltungsprodukt der Urmaterie Prakriti; das erste ist buddhi (der urteilende Intellekt), das dritte manas, die Instanz, die Eindrücke und Erfahrungen verarbeitet und dem urteilenden Intellekt übermittelt. Somit ist Ahamkara als materielles Erzeugnis an sich ein Teil der unbewussten Natur. Es verbindet sich aber mit Purusha, der ewigen Urseele, und erweckt dadurch den Eindruck von Bewusstheit. Ahamkara bewirkt den irrigen Glauben, dass wir handeln oder etwas erleiden; in Wirklichkeit ist Purusha, das wahre Wesen der Seele, nach der Samkhya-Lehre unveränderlich und daher von solchen wechselnden Zuständen frei. Ahamkara ist die erste Ursache der Täuschung (abhimāna), nämlich der irrigen Meinung, die Objekte und Handlungen, mit denen das Bewusstsein zu tun hat, seien auf ein Subjekt, ein "Ich" bezogen, das etwas vollbringt oder erlebt. Ahamkara hängt mit dem Vorherrschen der Rajas-Guna zusammen, der Neigung zu leidenschaftlichem Handeln.
Im Advaita Vedanta ist Ahamkara die illusionäre Identifikation des unbegrenzten Selbst mit besonderen, begrenzten Gegebenheiten, die irrige Annahme eines separaten Ich.
In der Bhagavad Gita sagt Krishna zu Arjuna, dass Ahamkara eine der Manifestationen seiner (Krishnas) materiellen Energie sei, und dass man sich von der Illusion, die Ahamkara erzeugt, befreien solle. Gemeint ist hier die Identifikation mit einer illusionären Ich-Vorstellung, die der Erkenntnis der wahren individuellen Identität der Person entgegensteht.
Im mittelalterlichen Tantra wird Ahamkara dem Ājnā-Chakra (Stirnchakra, "drittes Auge") zugeordnet.